# Campeonato Sudamericano 1953
Das Campeonato Sudamericano von 1953 war die 22. Ausspielung der südamerikanischen Kontinentalmeisterschaft im Fußball und fand vom 22. Februar bis 28. März zum vierten Mal in Peru statt. Paraguay war eigentlich als Ausrichter vorgesehen, organisierte das Turnier jedoch mangels eines geeigneten Stadions in Peru. Argentinien, Kolumbien und Venezuela, das seit 1952 10. Mitglied der CONMEBOL war, nahmen nicht teil.
Das Turnier wurde wie gehabt im Ligasystem (jeder gegen jeden) ausgetragen. Bei Punktgleichheit auf dem ersten Platz war ein Entscheidungsspiel vorgesehen. Alle Spiele wurden im eigens für das Turnier errichteten Estadio Nacional in Lima ausgetragen. Dabei wurden wie bereits bei früheren Turnieren einige Spiele im Rahmen einer Doppelveranstaltung an einem Tag ausgetragen.
Die Gastgeber wurde rasch unglücklich mit ihrem nordirischen Trainer William „Billy“ Cook und ersetzten diesen nach nur einem Sieg und einem Unentschieden in den ersten drei Spielen durch den Uruguayer Ángel Fernández. Unter diesem gab es dann einen 1:0-Sieg gegen Brasilien und zwei weitere Niederlagen.
Der englische Referee Richard Maddison, der sich nach dem Krieg wie einige Kollegen, wie Charles Dean, Charles McKenna und David Gregory im argentinischen Fußball betätigte, übersah, dass Paraguay in der Partie gegen Peru (2:2) vier statt der erlaubten drei Auswechslungen vornahm. Das Spiel wurde für Peru gewertet. Im selben Spiel wurde er vom Paraguayer Milner Ayala, der sein zweites und letztes Länderspiel bestritt, getreten, der dafür eine dreijährige Sperre bekam. Ayala wechselte danach zu Racing Strasbourg, wo er der erste schwarze Spieler wurde. Zu größerem Ruhm kam er 1957, als er bei der Heirat von Carlo Ponti mit Sophia Loren den Fahrer machte.
Uruguay hatte keine Spieler von CA Peñarol im Aufgebot. Bolivien trat bei diesem Turnier erstmals in grünen Trikots an.
Paraguay wurde, zudem – auf dem Felde – ungeschlagen, zum ersten Mal Südamerikameister im Fußball. Das war auch der erste große Erfolg des Trainers Manuel Fleitas Solich, der am Tag vor dem Entscheidungsspiel nach Rio abflog, um dort einen Vertrag bei Flamengo zu unterzeichnen. Zur Überraschung seiner Spieler war er bereits in der Kabine als diese zum Spiel eintrafen.
Schiedsrichter beim Turnier waren die erwähnten Engländer Richard Maddison (8 Spiele), Charles Dean (4), David Gregory (3), und Charles McKenna (3) sowie George Rhoden (2). Außerdem  pfiff der Brasilianer Mário Vianna zwei Partien.

## Spielergebnisse
|                  |   |           |           |
| 22. Februar 1953 |   |           |           |
| Bolivien         | – | Peru      | 1:0 (0:0) |
| 25. Februar 1953 |   |           |           |
| Paraguay         | – | Chile     | 3:0 (0:0) |
| Uruguay          | – | Bolivien  | 2:0 (1:0) |
| 28. Februar 1953 |   |           |           |
| Peru             | – | Ecuador   | 1:0 (0:0) |
| 1. März 1953     |   |           |           |
| Brasilien        | – | Bolivien  | 8:1 (6:0) |
| Chile            | – | Uruguay   | 3:2 (1:0) |
| 4. März 1953     |   |           |           |
| Paraguay         | – | Ecuador   | 0:0       |
| Chile            | – | Peru      | 0:0       |
| 8. März 1953     |   |           |           |
| Bolivien         | – | Ecuador   | 1:1 (1:1) |
| Peru             | – | Paraguay  | 2:2 (0:1) |
| 12. März 1953    |   |           |           |
| Paraguay         | – | Uruguay   | 2:2 (1:1) |
| Brasilien        | – | Ecuador   | 2:0 (1:0) |
| 15. März 1953    |   |           |           |
| Brasilien        | – | Uruguay   | 1:0 (0:0) |
| 16. März 1953    |   |           |           |
| Paraguay         | – | Bolivien  | 2:1 (2:0) |
| 19. März 1953    |   |           |           |
| Chile            | – | Ecuador   | 3:0 (1:0) |
| Peru             | – | Brasilien | 1:0 (0:0) |
| 23. März 1953    |   |           |           |
| Brasilien        | – | Chile     | 3:2 (1:0) |
| Uruguay          | – | Ecuador   | 6:0 (1:0) |
| 27. März 1953    |   |           |           |
| Paraguay         | – | Brasilien | 2:1 (0:1) |
| 28. März 1953    |   |           |           |
| Chile            | – | Bolivien  | 2:2 (1:1) |
| Uruguay          | – | Peru      | 3:0 (1:0) |

| Pl. | Land      | Sp. | S | U | N | Tore    | Diff. | Punkte |
| --- | --------- | --- | - | - | - | ------- | ----- | ------ |
| 1.  | Brasilien | 6   | 4 | 0 | 2 | 015:600 | +9    | 08:40  |
| 1.  | Paraguay  | 6   | 3 | 2 | 1 | 011:600 | +5    | 08:40  |
| 3.  | Uruguay   | 6   | 3 | 1 | 2 | 015:600 | +9    | 07:50  |
| 4.  | Chile     | 6   | 3 | 1 | 2 | 010:100 | ±0    | 07:50  |
| 5.  | Peru      | 6   | 3 | 1 | 2 | 004:600 | −2    | 07:50  |
| 6.  | Bolivien  | 6   | 1 | 1 | 4 | 006:150 | −9    | 03:90  |
| 7.  | Ecuador   | 6   | 0 | 2 | 4 | 001:130 | −12   | 02:10  |

### Entscheidungsspiel
|               |   |           |           |
| 1. April 1953 |   |           |           |
| Paraguay      | – | Brasilien | 3:2 (3:0) |

## Beste Torschützen
| Rang | Spieler          | Tore |
| ---- | ---------------- | ---- |
| 1    | Francisco Molina | 7    |
| 2    | Julinho          | 5    |
| 3    | Ángel Berni      | 4    |
|      | Rubén Fernández  | 4    |
|      | Osvaldo Balseiro | 4    |
| 6    | Baltazar         | 3    |
|      | Atilio López     | 3    |
|      | Carlos Romero    | 3    |
|      | Donald Peláez    | 3    |